# تکستار
تکستار (به عربی: تکستار) یک شهرداری در الجزایر است که در استان برج بوعریریج واقع شده‌است. تکستار ۹٬۴۹۳ نفر جمعیت دارد.